# Region Północny (Brazylia)
Region Północny (port. Região Norte do Brasil) – jeden z pięciu regionów Brazylii, zgodnie z kategoryzacją Brazylijskiego Instytutu Geografii i Statystyki. Do regionu należy siedem z 26 stanów: Acre, Amapá, Amazonas, Pará, Rondônia, Roraima i Tocantins. Powierzchnia Regionu Północnego wynosi 3 853 840,882 km², co odpowiada ok. 45% powierzchni kraju. Jest to największy spośród wszystkich regionów. Na jego terenie znajdują się też dwa największe stany Brazylii: Amazonas i Pará. Liczba mieszkańców regionu wynosi 17 936 201, co odpowiada 8,6% ludności Brazylii. Gęstość zaludnienia jest najniższa w kraju i wynosi ok. 4,7 osób na km². Większą część powierzchni regionu zajmują lasy deszczowe Amazonii.

## Geografia
Powierzchnia Regionu Północnego wynosi 3 853 840,882 km², co odpowiada ok. 45% powierzchni kraju. Jest to największy spośród wszystkich pięciu regionów Brazylii. Położone są tu dwa największe stany w kraju: Amazonas i Pará oraz 10 największych gmin - powierzchnia czterech z nich przekracza 100 tys. km²:
| Gmina                    | Stan     | Powierzchnia w km² |
| ------------------------ | -------- | ------------------ |
| Altamira                 | Pará     | 159 533            |
| Barcelos                 | Amazonas | 122 450            |
| São Gabriel da Cachoeira | Amazonas | 109 181            |
| Oriximiná                | Pará     | 107 603            |

Gmina Altamira zajmuje większą powierzchnię niż stany Alagoas, Sergipe, Rio de Janeiro i Espírito Santo łącznie - powierzchnia tych czterech stanów wynosi w sumie 139 635 km².
Region Północny graniczy od południa ze stanami Mato Grosso i Goiás oraz Boliwią, od wschodu ze stanami Maranhão, Piauí i Bahia, od zachodu z Peru i Kolumbią, a od północy z Wenezuelą, Surinamem, Gujaną oraz Gujaną Francuską.

### Ukształtowanie powierzchni
Region Północny składa się z trzech głównych jednostek geomorfologicznych:
- Nizina Amazonki – graniczy z Andami na zachodzie, z Niziną Orinoko i Wyżyną Gujańską na północy oraz z Wyżyną Brazylijską na południu. Podłożem geologicznym dla niziny jest Niecka Amazonki zbudowana ze skał osadowych. Charakterystycznymi roślinami dla lasów równikowych Niziny Amazonki są: palmy, kauczukowce, liany, klony oraz tulipanowce amerykańskie i orzesznice brazylijskie.
- Wyżyna Gujańska – jest położona między Niziną Orinoko a Niziną Amazonki. W górzystej części są położone najwyższe szczyty Brazylii: Pico da Neblina i Pico 31 de Março. Głównymi formacjami roślinnym są wilgotne lasy równikowe, w części zachodniej sawanna, natomiast w dolinach rzek lasy galeriowe. Na wyżynie znajdują się złoża surowców mineralnych: rudy żelaza, diamentów, manganu i boksytu.
- Płaskowyż Centralny – obejmuje południowe krańce stanów Amazonas i Pará oraz większość obszaru Rondônii i Tocantins. Obszar płaskowyżu przecina wiele dolin rzecznych, gdzie rzeki spływają do Niziny Amazonki, lub bezpośrednio do oceanu. Północno-zachodnia część Płaskowyżu Centralnego jest lekko pofalowana i nachylona łagodnie ku północy.

### Klimat
W Regionie Północnym przeważa klimat równikowy wilgotny, z całorocznymi wysokimi temperaturami i opadami. Najobfitsze opady występują od grudnia do maja, od czerwca do listopada notuje się najbardziej skąpe opady. Na wybrzeżu stanu Amapá, u ujścia Amazonki do Atlantyku oraz na zachodnich krańcach regionu, średnie roczne opady przekraczają 3000 mm.
W stanie Tocantins i w części stanu Pará występuje klimat sawann z wyraźnie zaznaczonymi porami suchą i deszczową. W północno-zachodniej części stanu Pará i na wschodzie stanu Roraima występuje klimat podrównikowy z mniejszą ilością opadów i wysokimi temperaturami przez cały rok. Średnia temperatura w regionie wynosi 26 °C.
W Regionie Północnym pojawia się także zjawisko surazos – silny, zimny wiatr południowy wiejący z południowego Pacyfiku, przynoszący polarne powietrze. Obejmuje swoim zasięgiem stany Acre, Rondônia i Amazonas, gdzie temperatura spada wówczas nawet poniżej 10 °C. To zjawisko występuje głównie w lipcu i sierpniu.

### Roślinność
Roślinność Regionu Północnego jest ściśle związana z występującym tu klimatem, glebą i ukształtowaniem powierzchni. Znajduje się tu największy ekosystem na ziemi: Amazonia. Zajmuje ona 40% powierzchni Brazylii i 80% Regionu Północnego. Szacowana wielkość Amazonii to ok. 7,8 mln km², z czego 64% znajduje się na terenie Brazylii.
Na obszarze Amazonii można wyróżnić następujące rodzaje roślinności:
- Igapó – bagienny las, występujący wzdłuż dolin zalewowych rzek, drzewostan niski, stale lub przez większą część roku podtopiony z dużym udziałem roślin wodnych oraz szuwarowych[9].
- Várzea – las występujący na terenach zalewowych
- Mata da terra firme – gęsty las rosnący na ubogich glebach, nieprzystosowany do terenów zalewowych
- Las podrównikowy

Pozostałe typy roślinności w tym regionie to lasy mangrowe na wybrzeżu stanów Amapá i Pará oraz cerrado na południowych krańcach stanów Amazonas, Pará, Tocantins i Rondônia.

### Hydrografia

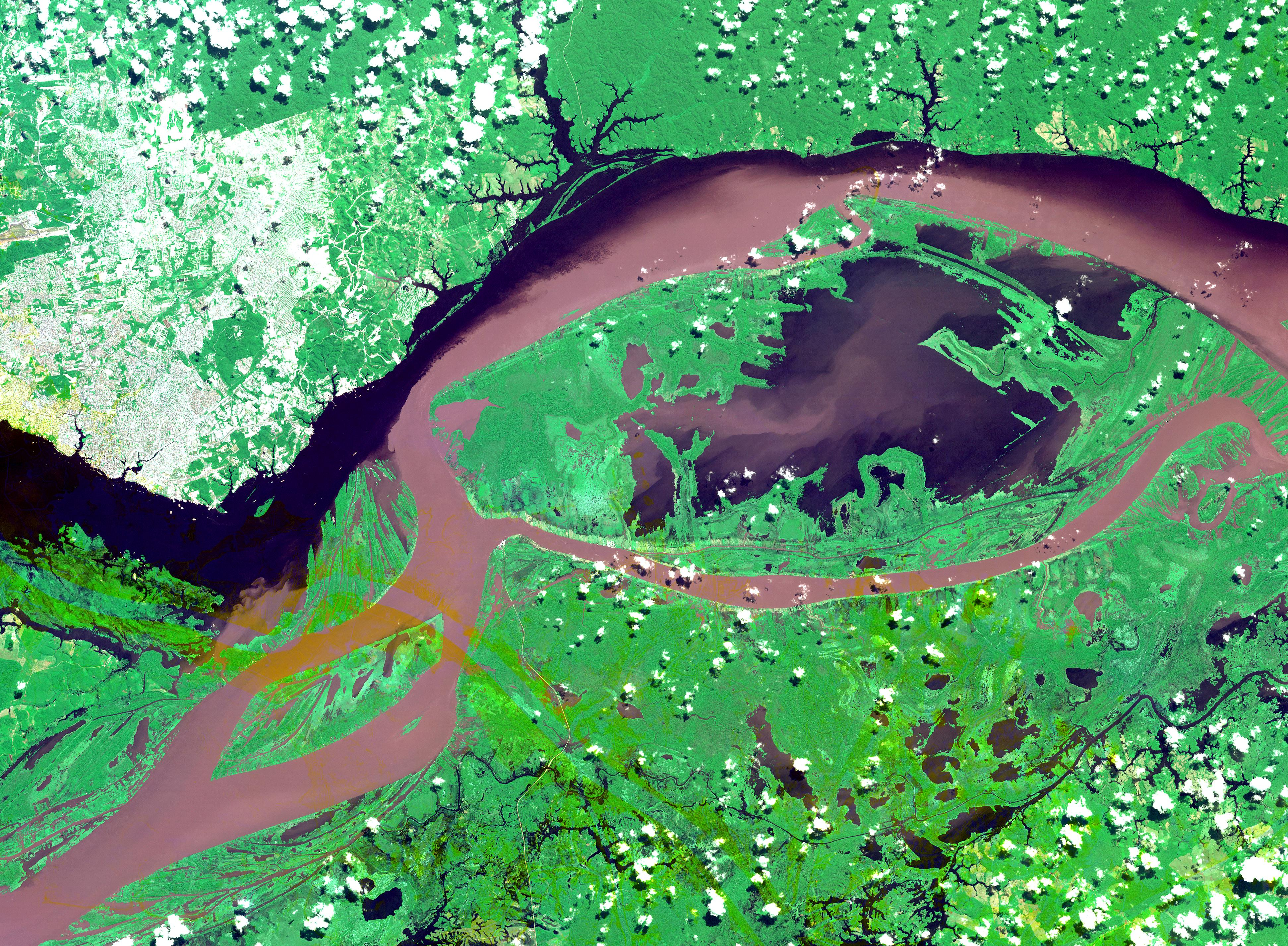
Nizina Amazonki - zdjęcie z satelity

W Regionie Północnym znajduje się największa sieć hydrograficzna na świecie - dorzecze Amazonki, składające się z Amazonki i jej dopływów. Jego powierzchnia wynosi 6.110.000 km² i leży ono na obszarze kilku krajów w Ameryce Południowej: Brazylii (63%), Peru (17%), Boliwii (11%), Kolumbii (5,8%), Ekwadoru (2,2%), Wenezueli (0,7%) i Gujany (0,2%). Długość Amazonki jest sprawą kontrowersyjną. Jej ujście do Atlantyku znajduje się w stanie Pará, a źródło w peruwiańskich Andach, jednak żadnej z wielu ekspedycjji nie udało się jednoznacznie ustalić, gdzie dokładnie rzeka bierze swój początek, stąd też jej długość może wynosić od 6400 do 6992 km. Gdyby wykazano, że prawdziwa jest ta druga wartość, wówczas Amazonka byłaby najdłuższą rzeką na świecie, zajmując miejsce Nilu.
Drugim pod względem wielkości dorzeczem w regionie, położonym w całości na terenie Brazylii jest Araguaia-Tocantins.
W Regionie Północnym znajdują się trzy największe wyspy rzeczne świata: Marajó w stanie Pará u ujścia Amazonki do Atlantyku, Wyspa Bananowa na rzekach Araguaia i Rio Javaés oraz Tupinambarana na Amazonce.

## Historia
Przed przybyciem Europejczyków Region Północny zamieszkiwały plemiona indiańskie. W XV wieku europejscy odkrywcy podejmowali ekspedycje w głąb Amazonii, poszukując m.in. mitycznej krainy El Dorado. W 1616 roku pojawili się Portugalczycy i wybudowali forty wojskowe, aby chronić region przed podbojami ze strony innych krajów. W tym samym roku założyli miasto Belém.
Region Północny w tamtym czasie był zamieszkany przez niewielką liczbę białych, dominowali Indianie. Korona portugalska wyznaczyła dziedziczne kapitanie, podobnie jak w innych rejonach Brazylii: Cabo do Norte (1637) w obecnym stanie Amapá i kapitanię na wyspie Marajó (1655).
Pierwsi Portugalczycy w tym regionie podejmowali wyprawy do interioru, w poszukiwaniu takich produktów jak kakao czy wanilia oraz w celu schwytania i zniewolenia Indian. Do połowy XVIII wieku kakao stanowiło główny produkt eksportowy obecnego stanu Pará. Pomimo zachęt korony do zakładania plantacji, łatwiejszym sposobem było pozyskiwanie dziko rosnącego kakao.

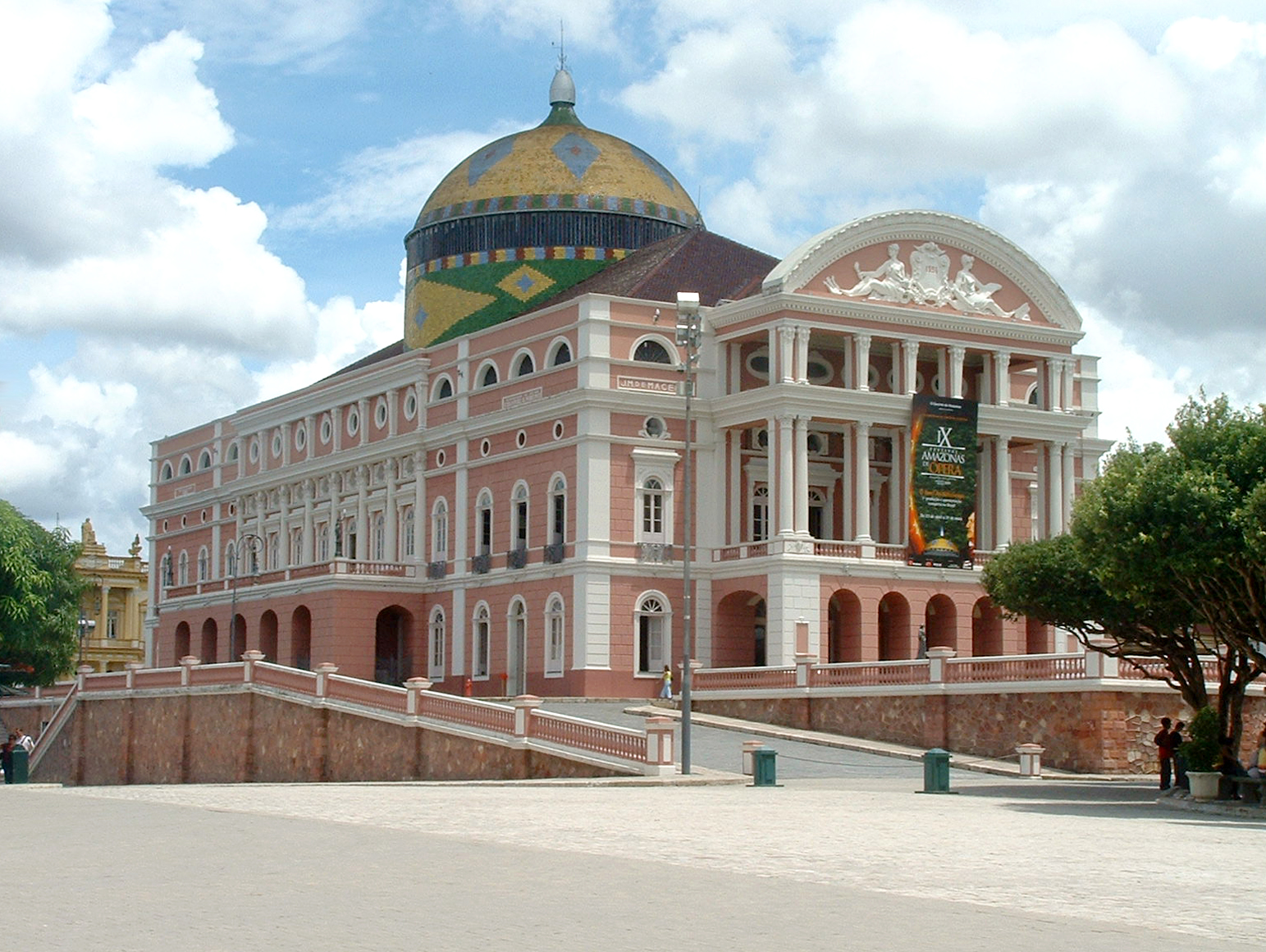
Boom kauczukowy spowodował rozwój miast Amazonii - na zdjęciu Teatro Amazonas w Manaus

Od początku XVII wieku na terenie Regionu Północnego przebywali misjonarze. Franciszkanie przybyli do Pará w 1617 roku, ale już w 1640 roku to jezuici byli największym zakonem na północy Brazylii. Jezuici próbowali walczyć z niewolnictwem Indian i w 1655 roku doprowadzili do uchwalenia przez portugalską koronę prawa, które zakazywało brania Indian w niewolę. Portugalscy koloniści sprzeciwiali się postawie zakonników i w rezultacie jezuici zostali wygnani z Belém w 1661 roku. Niewolnictwo Indian zniesiono ostatecznie dopiero w 1680 roku.
Pod koniec XVII wieku Portugalczycy zaczęli osiedlać się w północno-zachodniej części Amazonii. W 1690 roku założyli przyczółek nad rzeką Rio Negro, w pobliżu Manaus. W 1755 roku ten region został wydzielony jako osobna kapitania, Rio Negro.
W XIX wieku rozpoczął się boom kauczukowy (1879-1912), który miał duże znaczenie gospodarcze i społeczne dla regionu. Zaczęli się tu osiedlać liczni osadnicy z innych rejonów Brazylii, a także Europejczycy, nastąpił rozwój miast takich jak Manaus, Porto Velho czy Belém. W czasach dyktatury wojskowej (1964-85) władze szczególnie interesowały się Regionem Północnym, co było związane z obawami o zapewnienie bezpieczeństwa i obroną przed ewentualnymi inwazjami. Podjęto wysiłki aby skomunikować Północ z resztą kraju, rozpoczęto budowę Transamazoniki, która miała łączyć zachodnie krańce Amazonii z wybrzeżem Atlantyku. Utworzono też specjalną strefę ekonomiczną w Manaus (zona franca de Manaus), aby wesprzeć rozwój gospodarczy Amazonii.

## Demografia

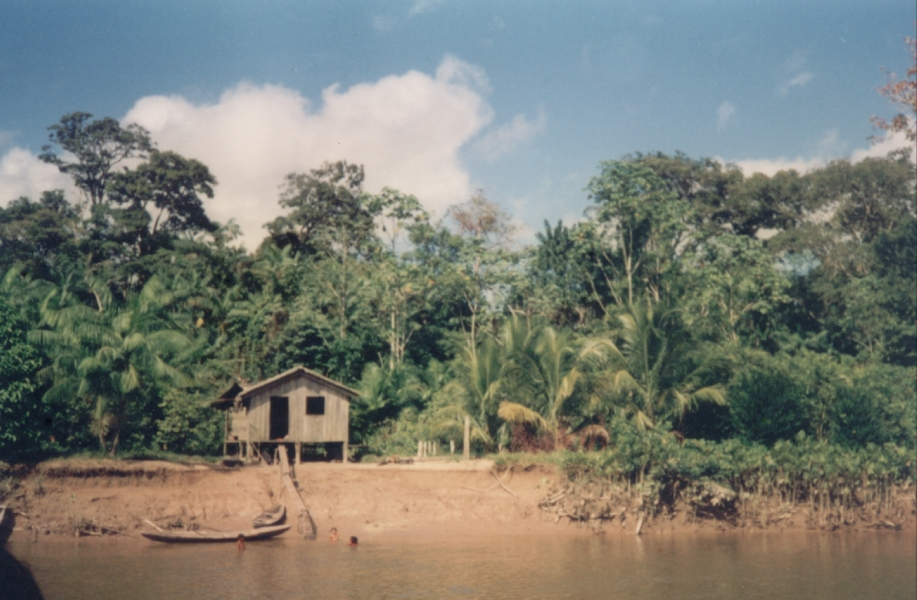
Dom caboclo na brzegu rzeki

Region Północny jest największym regionem w Brazylii pod względem powierzchni, ale czwartym jeśli chodzi o liczbę ludności i wyprzedza tylko Region Środkowozachodni. Liczba mieszkańców regionu wynosi 17 936 201, co odpowiada 8,6% ludności Brazylii. Gęstość zaludnienia jest najniższa w kraju i wynosi ok. 4,7 osób na km². Powodem niskiej gęstości zaludnienia jest fakt, że na dużej powierzchni regionu występują niezamieszkane obszary, porośnięte lasem deszczowym. Stanem o największej liczbie mieszkańców jest Pará (8 366 628), a najmniej mieszkańców liczy stan Roraima (522 636). Ludność regionu skupia się głównie w stolicach stanów. Największym miastem jest Manaus, stolica stanu Amazonas, gdzie mieszka ponad 50% populacji stanu. Belém, stolica stanu Pará, liczy ok. 1,5 mln mieszkańców, co odpowiada 17,5% populacji stanu.
Ludność Regionu Północnego to Indianie, potomkowie Portugalczyków oraz migranci z innych regionów Brazylii. Pod względem etnicznym, przeważają Mulaci (69,2%), biali (23,9%), czarni (6,2%) Indianie i Azjaci (0,7%).
| Pozycja | Miasto      | Stan      | Liczba mieszkańców |
| ------- | ----------- | --------- | ------------------ |
| 1       | Manaus      | Amazonas  | 2 130 264          |
| 2       | Belém       | Pará      | 1 452 275          |
| 3       | Porto Velho | Rondônia  | 519 436            |
| 4       | Ananindeua  | Pará      | 516 057            |
| 5       | Macapá      | Amapá     | 474 706            |
| 6       | Rio Branco  | Acre      | 383 443            |
| 7       | Boa Vista   | Roraima   | 332 020            |
| 8       | Santarém    | Pará      | 296 302            |
| 9       | Palmas      | Tocantins | 286 787            |
| 10      | Marabá      | Pará      | 271 594            |

### Indianie

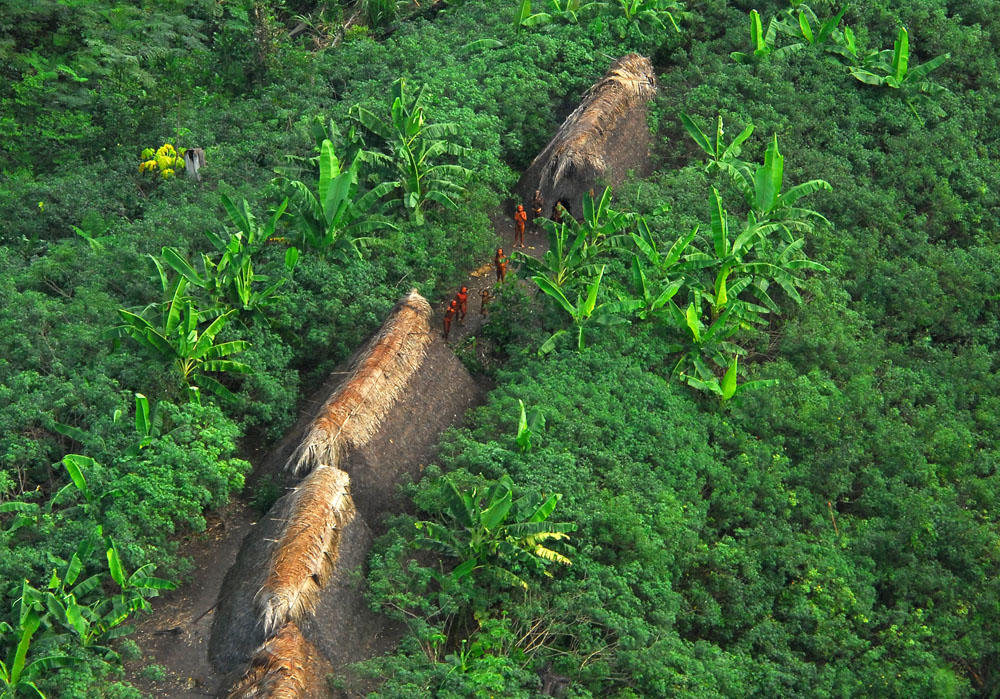
Wioska indiańska

Zgodnie ze spisem powszechnym z 2010 roku, Brazylię zamieszkuje ok. 900 tys. Indian, z czego ponad 340 tys. w Regionie Północnym. Ponad połowa brazylijskich Indian mieszka w rezerwatach (517 tys.), z czego ponad 251 tys. Indian zamieszkuje rezerwaty położone w Regionie Północnym. Najliczniej zaludniony jest rezerwat Janomamów w stanach Amazonas i Roraima, który zamieszkuje ponad 25 tys. Indian. Obszar Amazonii zamieszkują też Indianie niemający kontaktu z cywilizacją. Według szacunków z 2009 roku, takich plemion było w Brazylii 55, w tym najwięcej w Regionie Północnym, na terenie stanów Acre, Amazonas, Rondônia i Pará Największe plemię amazońskich Indian to Tikuna, liczące ok. 40 tys. osób.
Największym zagrożeniem dla Indian z Amazonii jest rozwijający się w regionie przemysł wydobywczy oraz rolnictwo. Industrializacja Amazonii wiąże się z obecnością białych osadników, chorobami, hałasem, zanieczyszczeniem środowiska, wycinką lasów i inwazją na ziemie Indian.

## Gospodarka
Gospodarka Regionu Północnego opiera się przede wszystkim na przemyśle wydobywczym, pozyskiwaniu drewna oraz rolnictwie i hodowli bydła. W ostatnich latach na południu regionu zanotowano wzrost upraw soi i hodowli bydła. Uprawia się także kakao, guaranę, ryż, maniok, kokosy i cupuaçu. Duża część przemysłu skupia się w strefie ekonomicznej Manaus.
Na obszarze Serra dos Carajás w stanie Pará wydobywa się żelazo, złoto i miedź, a w Serra do Navio w stanie Amapá – mangan.
PKB Regionu Północnego wynosi 308 miliardów reali, co odpowiada udziałowi 5,3% w PKB Brazylii (dane z 2014 roku).

### Główne sektory gospodarki

#### Rolnictwo
Uprawy koncentrują się w następujących rejonach:
- Obszary várzeas w Amazonii - uprawa juty torebkowej, wykorzystywanej do produkcji włókna jutowego
- Rejon Bragantina w pobliżu Belém - uprawa różnych gatunków roślin, w tym owoców oraz pieprzu czarnego
- Rondônia - w latach 70. ten region przyciągał osadników z centrum i południa kraju, co było spowodowane reformą rolną przeprowadzoną przez brazylijski rząd oraz dostępnością tanich i żyznych działek. Napływ osadników stał się przyczyną konfliktów z lokalnymi plemionami Indian[22]. Obecnie Rondônia jest głównym producentem kawy w Regionie Północnym (i szóstym w Brazylii), kakao, fasoli, kukurydzy, soi, ryżu i manioku. Na południu stanu uprawia się również winogrona.
- Cerrado w stanie Tocantins - kwaśna wapienna gleba sprzyja uprawie soi

#### Hodowla bydła
Pastwiska zajmują coraz większy obszar Regionu Północnego, a hodowla bydła zyskuje na znaczeniu. W 1994 roku ten region zajmował ostatnie miejsce w kraju pod względem ilości bydła, którego hodowano tu niecałe 18 mln sztuk. W 2004 roku liczba sztuk bydła w regionie przekroczyła 30 mln, natomiast według danych IGBE z 2013 roku, hodowla przekroczyła 44 mln sztuk bydła i Region Północny znajduje się na drugim miejscu w kraju pod względem hodowli bydła, za Regionem Środkowozachodnim (ponad 71 mln sztuk). Poza tym hoduje się tu ponad 880 tys. sztuk bawołów i ponad 811 tys. sztuk koni.
Hodowla bydła zajmuje ok. 80% wylesionych obszarów Amazonii, czyli od 450 tys. do 900 tys. km²

#### Przemysł wydobywczy
Rozpoczął się na dużą skalę w latach 50. XX wieku. Bazuje na wydobyciu złota (kopalnia Serra Pelada w stanie Pará), diamentów, aluminium, żelaza (Serra dos Carajás), manganu, niklu (północny wschód stanu Pará) i boksytów (Serra do Navio w stanie Amapá) oraz ropy i gazu w gminie Coari w stanie Amazonas.
Część złóż leży na terenie rezerwatów przyrody i na ziemiach zamieszkanych przez Indian. W sierpniu 2017 roku prezydent Michel Temer wydał dekret, zgodnie z którym rezerwat Renca na terenie stanów Pará i Amapá został wygaszony i udostępniony dla górnictwa. Po licznych protestach ekologów dekret został zawieszony przez sędziego federalnego. Rząd również wycofał się ze swojej poprzedniej decyzji i wydał nowy dekret, zgodnie z którym eksploatacja rezerwatu będzie znacznie ograniczona.